# Anisopappus
Anisopappus este un gen de plante din familia Asteraceae, ordinul Asterales.

## Caractere morfologice
- Tulpina

- Frunza

- Florile

- Semințele

## Specii
Sursa
1. Anisopappus abercornensis G.Taylor
2. Anisopappus alticolus (Humbert) Wild
3. Anisopappus anemonifolius (DC.) G.Taylor
4. Anisopappus athanasioides Paiva & S.Ortiz
5. Anisopappus bampsianus Lisowski
6. Anisopappus boinensis (Humbert) Wild
7. Anisopappus burundiensis Lisowski
8. Anisopappus chinensis (L.) Hook. & Arn.
9. Anisopappus corymbosus Wild
10. Anisopappus davyi S.Moore
11. Anisopappus discolor Wild
12. Anisopappus exellii Wild
13. Anisopappus fruticosus S.Ortiz & Paiva
14. Anisopappus grangeoides (Vatke & Höpfner ex Klatt) Merxm.
15. Anisopappus holstii (O.Hoffm.) Wild
16. Anisopappus junodii Hutch.
17. Anisopappus kirkii (Oliv.) Brenan
18. Anisopappus latifolius (S.Moore) B.L.Burtt
19. Anisopappus lawalreanus Lisowski
20. Anisopappus lejolyanus Lisowski
21. Anisopappus marianus Lawalrée
22. Anisopappus orbicularis (Humbert) Wild
23. Anisopappus paucidentatus Wild
24. Anisopappus petitianus Lisowski
25. Anisopappus pinnatifidus (Klatt) O.Hoffm. ex Hutch.
26. Anisopappus pseudopinnatifidus S.Ortiz & Paiva
27. Anisopappus pumilus (Hiern) Wild
28. Anisopappus rhombifolius Wild
29. Anisopappus robynsianus Lisowski
30. Anisopappus salviifolius (DC.) Wild
31. Anisopappus smutsii Hutch.
32. Anisopappus sylvaticus (Humbert) Wild
33. Anisopappus upembensis Lisowski